# Liste der denkmalgeschützten Objekte in Retz
Die Liste der denkmalgeschützten Objekte in Retz enthält die 93 denkmalgeschützten, unbeweglichen Objekte der niederösterreichischen Gemeinde Retz.

## Denkmäler
| Foto |                 | Denkmal                                                                                     | Standort                                                 | Beschreibung | Metadaten |
| ---- | --------------- | ------------------------------------------------------------------------------------------- | -------------------------------------------------------- | --- | --- |
| ja   | Datei hochladen | Bildstock HERIS-ID: 6198 Objekt-ID: 2075 marterl.at: 13875                                  | Standort KG: Hofern                                      | Der abgefaste Pfeiler mit Quaderaufsatz und erneuerter Steinkreuzbekrönung ist mit 1595 bezeichnet. Im Quader trägt er Reliefs mit religiösen Motiven: Kreuzigung, Dornenkrönung, Mantelteilung des heiligen Martin und Geißelung. | BDA-Hist.: Q37884108 Status: § 2a Stand der BDA-Liste: 2025-06-30 Name: Bildstock GstNr.: 588/1 Bildstock Hofern, (Gemeinde Retz) |
| ja   | Datei hochladen | Aufnahmsgebäude Unterretzbach, Eisenbahnmuseum HERIS-ID: 22730 Objekt-ID: 19069             | Retzbacherstraße 100 Standort KG: Kleinhöflein           | Das zweigeschoßige und dreiachsige Bahnhofsgebäude aus dem letzten Drittel des 19. Jahrhunderts hat ein Satteldach und im Erdgeschoß Putzquader. | BDA-Hist.: Q37872204 Status: Bescheid Stand der BDA-Liste: 2025-06-30 Name: Aufnahmsgebäude Unterretzbach, Eisenbahnmuseum GstNr.: 1360 Güterbahnhof Unter Retzbach |
| ja   | Datei hochladen | Bildstock HERIS-ID: 22733 Objekt-ID: 19072                                                  | Standort KG: Kleinhöflein                                | Der abgefaste Pfeiler aus dem Jahr 1681, mit Quaderaufsatz und Steinkreuzbekrönung, ist stark renoviert. Im Aufsatz befindet sich ein nachträglich angefertigtes Relief der Kreuzigung. | BDA-Hist.: Q37872218 Status: § 2a Stand der BDA-Liste: 2025-06-30 Name: Bildstock GstNr.: 1303/1 Bildstock id. 19072 Kleinhöflein (Gemeinde Retz) |
| ja   | Datei hochladen | Figur heiliger Johannes Nepomuk HERIS-ID: 22734 Objekt-ID: 19073                            | Sommerseite 6, gegenüber Standort KG: Kleinhöflein       | Auf einem Volutensockel steht die Figur des heiligen Johannes Nepomuk aus der Mitte des 18. Jahrhunderts. | BDA-Hist.: Q37872231 Status: § 2a Stand der BDA-Liste: 2025-06-30 Name: Figur heiliger Johannes Nepomuk GstNr.: 1282/35 |
| ja   | Datei hochladen | Katholische Pfarrkirche heiliger Josef HERIS-ID: 22735 Objekt-ID: 19074                     | Sommerseite 12, gegenüber Standort KG: Kleinhöflein      | Aus dem späten 18. Jahrhundert stammt der schlichte Saalbau mit nordöstlichem Turm. Die Fassade ist durch Lisenen und Segmentbogenfenster gegliedert, an der westlichen Front befindet sich ein dreieckiger Blendgiebel. | BDA-Hist.: Q37872244 Status: § 2a Stand der BDA-Liste: 2025-06-30 Name: Katholische Pfarrkirche heiliger Josef GstNr.: 1 Kirche Kleinhöflein (Gemeinde Retz) |
| ja   | Datei hochladen | Katholische Filialkirche heiliger Aegyd HERIS-ID: 22728 Objekt-ID: 19067                    | Schulstraße 14, bei Standort KG: Kleinriedenthal         | Die mittelalterliche Kirche mit barocken Veränderungen verfügt über eine einfache Fassade, ein Satteldach mit westlichem Dachreiter sowie über faschengerahmte Rundbogenfenster an der Fassade und im Schallgeschoß des Dachreiters aus dem 20. Jahrhundert. | BDA-Hist.: Q37872173 Status: § 2a Stand der BDA-Liste: 2025-06-30 Name: Katholische Filialkirche heiliger Aegyd GstNr.: 5 Kirche (Kleinriedenthal, ObjektID: 19067) |
| ja   | Datei hochladen | Bildstock HERIS-ID: 22729 Objekt-ID: 19068                                                  | Schulstraße 14, neben Standort KG: Kleinriedenthal       | Aus dem späten 17. Jahrhundert stammt der Bildstock mit abgefastem Pfeiler und reliefiertem Quaderaufsatz. Die Reliefs im Aufsatz zeigen einen Gnadenstuhl, den hl. Rochus und den hl. Sebastian. | BDA-Hist.: Q37872192 Status: § 2a Stand der BDA-Liste: 2025-06-30 Name: Bildstock GstNr.: 767/4 Bildstock Kleinriedenthal |
| ja   | Datei hochladen | Wegkapelle HERIS-ID: 24195 Objekt-ID: 20572                                                 | vor Lindenstraße 28 Standort KG: Obernalb                | Der Breitpfeiler mit spitzbogiger Nische enthält eine Figurengruppe Heilige Familie. | BDA-Hist.: Q37882783 Status: § 2a Stand der BDA-Liste: 2025-06-30 Name: Wegkapelle GstNr.: 2635/1 |
| ja   | Datei hochladen | Pfarrhof HERIS-ID: 24194 Objekt-ID: 20571                                                   | Brunnwinkl 2 (Pfarrheim) Standort KG: Obernalb           | Der ehemalige Pfarrhof ist ein eingeschoßiger Bau mit Walmdach. Die Fassade ist durch Lisenen gegliedert. Das überdachte Rechteckportal im mittigen Risalit sowie die Fenster sind von Faschen umrahmt. | BDA-Hist.: Q37882770 Status: § 2a Stand der BDA-Liste: 2025-06-30 Name: Pfarrhof GstNr.: 258 |
| ja   | Datei hochladen | Bildstock, Drei-Mari-Marter HERIS-ID: 24178 Objekt-ID: 20553 marterl.at: 8379               | Standort KG: Obernalb                                    | Die sogenannte Drei-Mari-Marter ist eine Bildsäule im Renaissancestil mit Quaderaufsatz über Voluten und Pyramidendach mit Metallkreuzbekrönung aus dem Jahre 1663. | BDA-Hist.: Q37882591 Status: § 2a Stand der BDA-Liste: 2025-06-30 Name: Bildstock, Drei Mari Marter GstNr.: 2650/2 |
| ja   | Datei hochladen | Katholische Pfarrkirche Mariahilf HERIS-ID: 24191 Objekt-ID: 20568                          | Brunnwinkl 18 Standort KG: Obernalb                      | Die Pfarrkirche in Obernalb ist ein einfacher spätbarocker Bau mit ungegliederter Fassade, gotischem Chor, Rundbogenfenstern und Dachreiter mit Glockenhelm. Vor der flachen Ostwand mit Uhrengiebel steht ein barockes Kruzifix mit Putten und Mater Dolorosa aus dem späten 18. Jahrhundert. | BDA-Hist.: Q37882721 Status: § 2a Stand der BDA-Liste: 2025-06-30 Name: Katholische Pfarrkirche Mariahilf GstNr.: 231 Pfarrkirche Obernalb |
| ja   | Datei hochladen | Bildstock HERIS-ID: 12628 Objekt-ID: 8783                                                   | bei Sonnleitenweg 2 Standort KG: Obernalb                | Der achteckpfeiler mit Quaderaufsatz und abschließender Steinkreuzpyramide zeigt im Quaderaufsatz eine polychromierte Heiligendarstellungen. | BDA-Hist.: Q38134678 Status: § 2a Stand der BDA-Liste: 2025-06-30 Name: Bildstock GstNr.: 2639/1 Bildstock Sonnleitenweg Obernalb, (Gemeinde Retz) |
| ja   | Datei hochladen | Wegkapelle HERIS-ID: 24196 Objekt-ID: 20573 marterl.at: 8683                                | Sonnleitenweg 19, in der Nähe Standort KG: Obernalb      | Breitpfeiler mit Segmentbogennische und Dreiecksgiebel aus dem Jahre 1539. In der Nische Relief der Kreuzigung mit Maria und Johannes. | BDA-Hist.: Q37882798 Status: § 2a Stand der BDA-Liste: 2025-06-30 Name: Wegkapelle GstNr.: 2639/1 |
| ja   | Datei hochladen | Bildstock HERIS-ID: 24193 Objekt-ID: 20570 marterl.at: 8684                                 | Standort KG: Obernalb                                    | Die nach Westen ausgerichtete Sandsteinstatue der Maria Immaculata, mit achteckigem Pfeiler und massivem quadratischem Sockel, blickt mit gefalteten Händen zum Himmel, das Haupt von einem Sternenkranz bekrönt. Ihr Stifter und das Jahr der Errichtung sind nicht dokumentiert. | BDA-Hist.: Q37882755 Status: § 2a Stand der BDA-Liste: 2025-06-30 Name: Bildstock GstNr.: 2643/1 |
| ja   | Datei hochladen | Ehemaliges Ledererhaus HERIS-ID: 14120 Objekt-ID: 10346                                     | Am Anger 23 Standort KG: Retz Altstadt                   | Zweigeschoßiger Bau mit Walmdach aus dem 16./17. Jahrhundert. Fassade mit Sgraffitodekor, teilweise gequadert. Rundbogige Einfahrt mit Sonnentor. | BDA-Hist.: Q37728201 Status: Bescheid Stand der BDA-Liste: 2025-06-30 Name: Ehemaliges Ledererhaus GstNr.: 138, 139 Retz Altstadt Ledererhaus (ehemaliges) |
| ja   | Datei hochladen | Aufnahmsgebäude Retz HERIS-ID: 5725 Objekt-ID: 1596                                         | Bahnhofplatz 1 Standort KG: Retz Altstadt                | Zweigeschoßiges, sechsachsiges Aufnahmegebäude aus dem letzten Drittel des 19. Jahrhunderts mit zweiachsigem übergiebeltem Mittelrisalit und Eckquaderung. | BDA-Hist.: Q37848250 Status: Bescheid Stand der BDA-Liste: 2025-06-30 Name: Aufnahmsgebäude Retz GstNr.: 3585 Aufnahmsgebäude Bahnhof Retz |
| ja   | Datei hochladen | Ehemaliger Freihof, sog. Turmhof HERIS-ID: 5722 Objekt-ID: 1593                             | Fladnitzerstraße 44–46 Standort KG: Retz Altstadt        | Zwischen 1718 und 1722 als Einflügelanlage erbaut, wurde das Gebäude 1874 und 1902 erweitert. Barocke lisenengegliederte Fassade. Wird als Caritasheim genutzt. | BDA-Hist.: Q37848144 Status: Bescheid Stand der BDA-Liste: 2025-06-30 Name: Ehemaliger Freihof, sog. Turmhof GstNr.: 335 Retz Altstadt Freihof (ehemaliger) |
| ja   | Datei hochladen | Retz Altstadt – Windmühle HERIS-ID: 205523                                                  | Kalvarienberg 2 Standort KG: Retz Altstadt               | Die Windmühle ist das Wahrzeichen der Stadt Retz. Die Mühle wurde im Jahre 1722 erbaut und erhielt sie durch einen Umbau im Jahre 1850 ihr heutiges Erscheinungsbild. Sie ist voll funktionsfähig und gelegentlich auch in Betrieb. | BDA-Hist.: Q1644406 Status: Bescheid Stand der BDA-Liste: 2025-06-30 Name: Retz Altstadt – Windmühle GstNr.: 641, 642, 644 Retz Altstadt Windmühle |
| ja   | Datei hochladen | Ehem. Windmühle HERIS-ID: 205524seit 2021                                                   | Kalvarienberg 4 Standort KG: Retz Altstadt               | Gegenüber der bekannten Retzer Windmühle befindet sich eine weitere, nicht mehr funktionstüchtige. Sie ist zylindrisch und wurde 1775 aus Stein gebaut, brannte aber 1893 nach einem Blitzschlag vollständig aus und wird nunmehr als Wohnhaus genutzt. | BDA-Hist.: Q107552291 Status: Bescheid Stand der BDA-Liste: 2025-06-30 Name: Ehem. Windmühle GstNr.: 635 Zweite (ehemalige) Windmühle, Retz |
| ja   | Datei hochladen | Kalvarienberg HERIS-ID: 30657 Objekt-ID: 27412                                              | Kalvarienberg Standort KG: Retz Altstadt                 | Die weitläufige und weithin sichtbare barocke Anlage auf der Anhöhe bei der Retzer Windmühle mit verschiedenen Stationen des Leidensweges wurde 1726 in Auftrag gegeben und vom Bildhauer Jakob Seer geschaffen. Sie kulminiert in einer Kreuzigungsszene: Jesus ist am Kreuz mit den beiden Schächern dargestellt, zu seinen Füßen stehen Maria und Johannes, Maria Magdalena kniet am Kreuz. Die Darstellung ist von einem barocken Steingitter mit zwei Putten begrenzt.                                                  | BDA-Hist.: Q1412566 Status: § 2a Stand der BDA-Liste: 2025-06-30 Name: Kalvarienberg GstNr.: 637/1, 651/7 Kalvarienberg (Retz) |
| ja   | Datei hochladen | Kalvarienberg mit sechs Stationen HERIS-ID: 205525                                          | bei Kalvarienberg 5 Standort KG: Retz Altstadt           | Unterhalb der Kreuzigungsgruppe gibt es fünf Steinfiguren, die Stationen des Leidensweges darstellen: Urlaubsmarter, Engel am Ölberg, Geißelung, Dornenkrönung, Veronika mit Schweißtuch. Der Grund für diese ungewöhnliche Zusammenstellung ist unbekannt, wird aber mit den Geheimnissen des Schmerzhaften Rosenkranzes in Verbindung gebracht. Anmerkung: Seit 2021 eigener Posten in der Denkmalliste | BDA-Hist.: Q107970759 Status: Bescheid Stand der BDA-Liste: 2025-06-30 Name: Kalvarienberg mit sechs Stationen GstNr.: 637/1, 651/7 Kalvarienberg (Retz) |
| ja   | Datei hochladen | Ehem. St. Pöltner Stiftshof, Volksschule Retz HERIS-ID: 5723 Objekt-ID: 1594                | Kirchenstraße 1 Standort KG: Retz Altstadt               | In den Jahren 1698 bis 1702 wurde der U-förmige dreigeschoßige barocke Bau vermutlich nach Plänen von Jakob Prandtauer über einem älteren Kern errichtet und mehrmals um- und ausgebaut. Die Straßenfront ist zweifach risaltierend, die mittlere Achse mit dem Korbbogenportal ist dreieckübergiebelt. Die Fassade ist im Erdgeschoß gebändert, die Fenster haben Parapetfelder und Keilsteine. | BDA-Hist.: Q37848185 Status: § 2a Stand der BDA-Liste: 2025-06-30 Name: Ehem. St. Pöltner Stiftshof, Volksschule Retz GstNr.: 4/1, 5 Retz Altstadt Volksschule |
| ja   | Datei hochladen | Amtsgebäude, Vermessungsamt – Pavillon HERIS-ID: 14127 Objekt-ID: 10353                     | Kremserstraße 21 Standort KG: Retz Altstadt              | | BDA-Hist.: Q37729581 Status: § 2a Stand der BDA-Liste: 2025-06-30 Name: Amtsgebäude, Vermessungsamt – Pavillon GstNr.: 3489/17 Vermessungsamt, Gemeinde Retz |
| ja   | Datei hochladen | Wirtschaftsgebäude bei der Volksschule Retz HERIS-ID: 31691 Objekt-ID: 28672                | bei Pfarrgasse 8 Standort KG: Retz Altstadt              | | BDA-Hist.: Q37943817 Status: Bescheid Stand der BDA-Liste: 2025-06-30 Name: Wirtschaftsgebäude bei der Volksschule Retz GstNr.: 4/5 Retz Altstadt Wirtschaftsgebäude (ObjektID: 28672) |
| ja   | Datei hochladen | Schüttkasten HERIS-ID: 24748 Objekt-ID: 21154                                               | Pfarrgasse 9 Standort KG: Retz Altstadt                  | Zweigeschoßiger giebelständiger Schüttkasten aus dem 17. Jahrhundert mit Satteldach und gefaschten Fensterumrahmungen. Vor dem Satteldach ein Dreieckgiebel mit Dachgaupen. | BDA-Hist.: Q37887108 Status: § 2a Stand der BDA-Liste: 2025-06-30 Name: Schüttkasten GstNr.: 13/1 Retz Altstadt Schüttkasten |
| ja   | Datei hochladen | Pfarrhof HERIS-ID: 31690 Objekt-ID: 28671                                                   | Pfarrgasse 10 Standort KG: Retz Altstadt                 | Zweigeschoßiges Gebäude aus dem Ende des 17. Jahrhunderts, an den Festsaaltrakt der Volksschule (ehemaliger Sankt Pöltner Stiftshof) angebaut. Schlichte Fassadengliederung durch Eckquaderung und Fensterrahmungen. Anschließend ein Tor der Umfassungsmauer von Kirche, Stiftshof und Pfarrhof mit Statuen von Heiligen. | BDA-Hist.: Q37943807 Status: § 2a Stand der BDA-Liste: 2025-06-30 Name: Pfarrhof GstNr.: 2, 4/9 Retz Altstadt Pfarrhof |
| ja   | Datei hochladen | Badeanlage, ehemaliges Tröpferlbad HERIS-ID: 30653 Objekt-ID: 27407                         | Wallstraße 13 Standort KG: Retz Altstadt                 | Zweigeschoßiges Gebäude aus der ersten Hälfte des 18. Jahrhunderts. Übergiebelter Mittelrisalit mit geschwungenem Volutengiebel und Dreiecksspitze, Fassadengliederung des Risalits durch Putzquaderung. | BDA-Hist.: Q37936656 Status: § 2a Stand der BDA-Liste: 2025-06-30 Name: Badeanlage, ehemaliges Tröpferlbad GstNr.: 1966/1 Retz Altstadt Badeanlage (ehemalige) |
| ja   | Datei hochladen | Ehemaliges Gasthaus Zum goldenen Hirschen HERIS-ID: 14121 Objekt-ID: 10347                  | Znaimerstraße 14 Standort KG: Retz Altstadt              | Zweigeschoßiger fünfachsiger barocker Bau aus der Mitte des 18. Jahrhunderts mit Mansardenwalmdach; Segmentbogenportal und barocker schmiedeeiserner Ausleger aus der Bauzeit des Gebäudes. | BDA-Hist.: Q37728353 Status: Bescheid Stand der BDA-Liste: 2025-06-30 Name: Gasthaus Zum goldenen Hirschen GstNr.: 8 Retz Altstadt Haus Znaimer Straße 14 |
| ja   | Datei hochladen | Wohnhaus HERIS-ID: 14122 Objekt-ID: 10348                                                   | Znaimerstraße 18 Standort KG: Retz Altstadt              | Das zweigeschoßige Eckhaus mit Walmdach und Korbbogentor stammt aus dem späten 18. Jahrhundert. Die Fassade ist durch Lisenen gegliedert. | BDA-Hist.: Q37728427 Status: Bescheid Stand der BDA-Liste: 2025-06-30 Name: Wohnhaus GstNr.: 11/1 Retz Altstadt Haus Znaimer Straße 18 |
| ja   | Datei hochladen | Pilgramhof HERIS-ID: 14125 Objekt-ID: 10351                                                 | Znaimerstraße 38 Standort KG: Retz Altstadt              | Vierseitiger Gebäudekomplex aus dem 17./18. Jahrhundert. Zweigeschoßiger sechsachsiger Straßentrakt mit seitlichem Rundbogenportal und schlichter Fassadengliederung durch Steingewändefenster und umlaufendes reliefiertes Traufgesims. | BDA-Hist.: Q37728815 Status: Bescheid Stand der BDA-Liste: 2025-06-30 Name: Pilgramhof GstNr.: 84 Retz Altstadt Haus Znaimer Straße 38 |
| ja   | Datei hochladen | Figur heiliger Johannes Nepomuk HERIS-ID: 24730 Objekt-ID: 21136 marterl.at: 7904           | bei Znaimerstraße 39 Standort KG: Retz Altstadt          | Barocke Figur des heiligen Johannes Nepomuk aus der zweiten Hälfte des 18. Jahrhunderts auf Volutensockel. | BDA-Hist.: Q105640694 Status: § 2a Stand der BDA-Liste: 2025-06-30 Name: Figur heiliger Johannes Nepomuk GstNr.: 3505 Retz Altstadt Statue Johannes Nepomuk (Znaimer Straße) |
| ja   | Datei hochladen | Bildstock HERIS-ID: 24181 Objekt-ID: 20556 marterl.at: 8455                                 | Standort KG: Retz Altstadt                               | Renaissancebildstock (Kreuzsäule) aus dem Ende des 17. Jahrhunderts an der Stelle des ehemaligen Galgens der Herrschaft Retz. Abgefaster Pfeiler mit reliefiertem Quaderaufsatz zwischen weit ausladender abgestufter Kragen- und Dachplatte. Beschädigtes Pyramidendach. | BDA-Hist.: Q37882647 Status: § 2a Stand der BDA-Liste: 2025-06-30 Name: Bildstock GstNr.: 2289 Retz Altstadt Kreuzsäule am Galgenberg |
| ja   | Datei hochladen | Mariensäule Maria Immaculata HERIS-ID: 24183 Objekt-ID: 20559 marterl.at: 8385              | Standort KG: Retz Altstadt                               | Die Säule mit Engelkapitell und Maria-Immaculata-Figur stammt aus dem beginnenden 19. Jahrhundert. | BDA-Hist.: Q37882665 Status: § 2a Stand der BDA-Liste: 2025-06-30 Name: Mariensäule Maria Immaculata GstNr.: 3908 Maria Immaculata (Retz Altstadt, ObjektID: 20559) |
| ja   | Datei hochladen | Figur heiliger Felix von Cantalice HERIS-ID: 24184 Objekt-ID: 20560 marterl.at: 8207        | Am Anger 1 (Vorderhaus), bei Standort KG: Retz Altstadt  | Die Figur des heiligen Felix von Cantalice am Anger ist mit 1734 bezeichnet. | BDA-Hist.: Q37882680 Status: § 2a Stand der BDA-Liste: 2025-06-30 Name: Figur heiliger Felix von Cantalice GstNr.: 3491/1 Retz Altstadt Statue Felix von Cantalice (Anger) |
| ja   | Datei hochladen | Bildstock HERIS-ID: 24172 Objekt-ID: 20547 marterl.at: 8309                                 | Standort KG: Retz Altstadt                               | Die Kreuzsäule am Altenberg ist ein Renaissancebildstock aus Zogelsdorfer Sandstein und wurde 1676 von Ferdinand Weickel und seiner Frau Maria errichtet. | BDA-Hist.: Q37882506 Status: § 2a Stand der BDA-Liste: 2025-06-30 Name: Bildstock GstNr.: 1549/2 Retz Kreuzsäule am Altenberg |
| ja   | Datei hochladen | Wegkapelle, Thomermarter HERIS-ID: 24173 Objekt-ID: 20548 marterl.at: 8343                  | Standort KG: Retz Altstadt                               | Die Thomerkapelle aus dem Jahr 1714 in der Kirchberggasse ist ein kleiner Breitpfeiler mit einem Dreieckgiebel und einer Segmentbogennische mit einer kleinen Pietà. Errichtet wurde die Kapelle von Simon Löscher beim Dominikaner-Weingarten Thomer vermutlich als Dank für die Verschonung von der Pest. | BDA-Hist.: Q37882525 Status: § 2a Stand der BDA-Liste: 2025-06-30 Name: Wegkapelle, Thomermarter GstNr.: 1629/2 Retz Thomermarter |
| ja   | Datei hochladen | Bildstock HERIS-ID: 24174 Objekt-ID: 20549 marterl.at: 8289                                 | Standort KG: Retz Altstadt                               | Die Kümmerlsäule oder auch Eisheiligmarter bei der Kümmerlkapelle ist ein 1630 errichteter Renaissancebildstock aus Zogelsdorfer Sandstein und das älteste Flurheiligtum der Katastralgemeinde Retz Altstadt. | BDA-Hist.: Q37882543 Status: § 2a Stand der BDA-Liste: 2025-06-30 Name: Bildstock GstNr.: 515/1 Retz Kümmerlsäule |
| ja   | Datei hochladen | Umfassungsmauer HERIS-ID: 24738 Objekt-ID: 21144                                            | Kirchenstraße 1, bei Standort KG: Retz Altstadt          | Von der Umfassungsmauer sind Pfeiler mit Vasenbekrönung und Figurenaufsätzen aus dem zweiten Viertel des 18. Jahrhunderts erhalten. An den heute teilweise vermauerten Toren Statuen der Heiligen Florian und Hippolytus, Stephanus und Laurentius sowie Augustinus und Ambrosius. | BDA-Hist.: Q37887061 Status: § 2a Stand der BDA-Liste: 2025-06-30 Name: Umfassungsmauer GstNr.: 3/1, 3/2, 1 Retz Altstadt Umfassungsmauer |
| ja   | Datei hochladen | Katholische Pfarrkirche heiliger Stephan HERIS-ID: 24749 Objekt-ID: 21155                   | Kirchenstraße 1, neben Standort KG: Retz Altstadt        | Barocker Kirchenbau mit mittelalterlichem Kern und Westturm. Nach Zerstörung von Vorgängerkirchen im Hussitensturm im Jahre 1425 und durch Brand im Jahre 1645 erhielt die Kirche ab dem frühen 18. Jahrhundert ihr heutiges Aussehen. Fassade durch Putzfelder und faschengerahmte Rundbogenfenster gegliedert. Westturm mit barockem Glockenhelm und Laterne. | BDA-Hist.: Q37887128 Status: § 2a Stand der BDA-Liste: 2025-06-30 Name: Katholische Pfarrkirche heiliger Stephan GstNr.: 1 Stadtpfarrkirche Retz |
| ja   | Datei hochladen | Figur heiliger Johannes Nepomuk HERIS-ID: 24751 Objekt-ID: 21157 marterl.at: 7857           | Kirchenstraße 1, vor Standort KG: Retz Altstadt          | Barocke Figur des heiligen Johannes Nepomuk aus dem zweiten Viertel des 18. Jahrhunderts, renoviert 1896. | BDA-Hist.: Q37887142 Status: § 2a Stand der BDA-Liste: 2025-06-30 Name: Figur heiliger Johannes Nepomuk GstNr.: 3497/1 Retz Altstadt Statue Johannes Nepomuk (Kirchenstraße) |
| ja   | Datei hochladen | Grabsteine HERIS-ID: 24752 Objekt-ID: 21158                                                 | Kirchenstraße 20, gegenüber Standort KG: Retz Altstadt   | Im Jahre 1988 wurden an der Außenseite der Stadtpfarrkirche einige figurale klassizistische Grabsteine aus dem späten 18. und frühen 19. Jahrhundert aufgestellt. | BDA-Hist.: Q37887160 Status: § 2a Stand der BDA-Liste: 2025-06-30 Name: Grabsteine GstNr.: 1 Retz Altstadt Grabsteine (Kirche) |
| ja   | Datei hochladen | Herrgottwieskapelle HERIS-ID: 24753 Objekt-ID: 21159 marterl.at: 8344                       | Znaimerstraße 58, in der Nähe Standort KG: Retz Altstadt | Kapelle in Form einer halbrunden Nische mit abschließender Kalotte aus der Zeit um 1725, 1932 erneuert. Die Rundbogenöffnung wird von Pilastern und Freisäulen gerahmt, innen eine übermalte barocke Figur Schmerzensmann vom Anfang des 18. Jahrhunderts. | BDA-Hist.: Q37887176 Status: § 2a Stand der BDA-Liste: 2025-06-30 Name: Herrgottwieskapelle GstNr.: 3540 Herrgottwieskapelle (Retz Altstadt, ObjektID: 21159) |
| ja   | Datei hochladen | Bildstock, Weißes Kreuz oder Ledererkreuz HERIS-ID: 24754 Objekt-ID: 21160 marterl.at: 8282 | Standort KG: Retz Altstadt                               | Abgefaste Säule mit Quaderaufsatz und abschließendem Steinkreuz, bezeichnet mit 1664. Im Quader Stiftungsinschrift und Renovierungsvermerk. | BDA-Hist.: Q37887212 Status: § 2a Stand der BDA-Liste: 2025-06-30 Name: Bildstock, Weißes Kreuz oder Ledererkreuz GstNr.: 3508/1 Retz Altstadt Bildstock Weißes Kreuz |
| ja   | Datei hochladen | Wegkapelle, Schußbergmarter HERIS-ID: 24755 Objekt-ID: 21161 marterl.at: 8345               | Standort KG: Retz Altstadt                               | Konkav eingeschwungener Breitpfeiler mit Volutengiebel und abschließendem Patriarchenkreuz aus dem Jahre 1744. In der Segmentbogennische Relief Gnadenstuhl. | BDA-Hist.: Q2252459 Status: § 2a Stand der BDA-Liste: 2025-06-30 Name: Wegkapelle, Schußbergmarter GstNr.: 3549/2 Schußbergmarter |
| ja   | Datei hochladen | Gruftkapelle der Familie Verderber HERIS-ID: 24729 Objekt-ID: 21135                         | Znaimerstraße 58 Standort KG: Retz Altstadt              | Neugotischer Bau aus der Zeit um 1900 mit Dreieckapsis, Strebepfeilern und Spitzbogenfenstern. | BDA-Hist.: Q37887018 Status: § 2a Stand der BDA-Liste: 2025-06-30 Name: Gruftkapelle der Familie Verderber GstNr.: 1920 Retz Altstadt Gruftkapelle Familie Verderber |
| ja   | Datei hochladen | Wirtschaftsgebäude HERIS-ID: 31692 Objekt-ID: 28673                                         | Taberngasse 2, neben Standort KG: Retz Altstadt          | | BDA-Hist.: Q37943828 Status: § 2a Stand der BDA-Liste: 2025-06-30 Name: Wirtschaftsgebäude GstNr.: 4/10, 4/4 Retz Altstadt Wirtschaftsgebäude (ObjektID: 28673) |
| ja   | Datei hochladen | Gartenpavillon HERIS-ID: 24739 Objekt-ID: 21145                                             | Kremserstraße 21, in der Nähe Standort KG: Retz Altstadt | Zweigeschoßiger oktogonaler Gartenpavillon aus dem Jahre 1838 mit Kegeldach und kleiner Freitreppe zum Obergeschoß. Rundbogige Tür- und Fensteröffnungen, im Obergeschoß hölzerner Umgang auf Konsolen mit schmiedeeisernem Gitter und Ständern für das vorkragende Dach. Restauriert im Jahre 1946. | BDA-Hist.: Q37887078 Status: Bescheid Stand der BDA-Liste: 2025-06-30 Name: Gartenpavillon GstNr.: 3489/1 Gartenpavillon (Retz Altstadt, ObjektID: 21145) |
| ja   | Datei hochladen | Figur heiliger Dismas HERIS-ID: 24189 Objekt-ID: 20566 marterl.at: 7802                     | bei An der Mauth 175 Standort KG: Retz Stadt             | Die Figur des heiligen Dismas steht auf einem Volutensockel. | BDA-Hist.: Q37882703 Status: § 2a Stand der BDA-Liste: 2025-06-30 Name: Figur heiliger Dismas GstNr.: 124/2 Heiliger Dismas (Retz Stadt, ObjektID: 20566) |
| ja   | Datei hochladen | Mariensäule Maria Immaculata HERIS-ID: 24725 Objekt-ID: 21131 marterl.at: 5557              | gegenüber Bahnhofstraße 2 Standort KG: Retz Stadt        | Die barocke Marienstatue auf hohem Volutensockel wurde 1714 errichtet. | BDA-Hist.: Q37886983 Status: § 2a Stand der BDA-Liste: 2025-06-30 Name: Mariensäule Maria Immaculata GstNr.: 216/1 Retz Stadt Mariensäule (Bahnhofstraße) |
| ja   | Datei hochladen | Wohnhaus HERIS-ID: 26218 Objekt-ID: 22687seit 2013                                          | Burggasse 1 Standort KG: Retz Stadt                      | | BDA-Hist.: Q37900253 Status: Bescheid Stand der BDA-Liste: 2025-06-30 Name: Wohnhaus GstNr.: 67 |
| ja   | Datei hochladen | Ehem. Burg, Althof HERIS-ID: 14137 Objekt-ID: 10364                                         | Burggasse 5 Standort KG: Retz Stadt                      | Reste einer ehemaligen Stadtburg. | BDA-Hist.: Q37731618 Status: Bescheid Stand der BDA-Liste: 2025-06-30 Name: Ehem. Burg, Althof GstNr.: 177/3, 179/3 Retz Stadt Burg (ehemalige) |
| ja   | Datei hochladen | Dreifaltigkeitssäule HERIS-ID: 21803 Objekt-ID: 18126 marterl.at: 5561                      | gegenüber Hauptplatz 9 Standort KG: Retz Stadt           | Über einem mächtigen Volutensockel erhebt sich ein vierseitiger Aufbau aus Rundbogennischen mit Heiligenfiguren aus dem Jahre 1774. Darüber eine Figurengruppe Jesus mit dem Kreuz und drei Engeln und schließlich auf einer Wolkenbank und mit Putten die Heiliger-Geist-Taube und Gottvater mit der Weltkugel. | BDA-Hist.: Q1257763 Status: § 2a Stand der BDA-Liste: 2025-06-30 Name: Dreifaltigkeitssäule GstNr.: 217/1 Retz Stadt Dreifaltigkeitssäule |
| ja   | Datei hochladen | Mariensäule HERIS-ID: 21804 Objekt-ID: 18127 marterl.at: 5560                               | gegenüber Hauptplatz 9 Standort KG: Retz Stadt           | Auf hoher Säule über einem zweifachen Quadersockel aus dem Jahre 1680 steht die Figur Maria Immaculata. Die Säule ist von einer Balusterbrüstung aus dem Jahre 1725 umgeben. | BDA-Hist.: Q37864932 Status: § 2a Stand der BDA-Liste: 2025-06-30 Name: Mariensäule GstNr.: 217/1 Retz Stadt Mariensäule (Pestsäule) |
| ja   | Datei hochladen | Pranger HERIS-ID: 21805 Objekt-ID: 18128 marterl.at: 5562                                   | vor Hauptplatz 17 Standort KG: Retz Stadt                | Reliefierter Renaissancepfeiler aus dem Jahre 1561 mit Würfelkapitell. Dämonenköpfe im Kapitell, darüber Prangerstein mit Pinienzapfen. | BDA-Hist.: Q37864964 Status: § 2a Stand der BDA-Liste: 2025-06-30 Name: Pranger GstNr.: 217/1 Retz Stadt Pranger |
| ja   | Datei hochladen | Brunnen mit Figur HERIS-ID: 21806 Objekt-ID: 18129 marterl.at: 5563                         | gegenüber Hauptplatz 2 Standort KG: Retz Stadt           | Achteckiger Steinbrunnen aus dem Ende des 18. Jahrhunderts mit zentralem Pfeiler und Brunnenfigur. | BDA-Hist.: Q37864980 Status: § 2a Stand der BDA-Liste: 2025-06-30 Name: Brunnen mit Figur GstNr.: 217/1 Retz Stadt Brunnen mit Figur (Hauptplatz) |
| ja   | Datei hochladen | Brunnen mit Löwen HERIS-ID: 21807 Objekt-ID: 18130 marterl.at: 5564                         | gegenüber Hauptplatz 34 Standort KG: Retz Stadt          | Runder Steinbrunnen aus dem Jahre 1796 mit zentralem Pfeiler und sitzendem Löwen als Brunnenfigur. | BDA-Hist.: Q37864994 Status: § 2a Stand der BDA-Liste: 2025-06-30 Name: Brunnen mit Löwen GstNr.: 217/1 Retz Stadt Brunnen mit Löwen (Hauptplatz) |
| ja   | Datei hochladen | Marienkapelle und altes Rathaus HERIS-ID: 22050 Objekt-ID: 18377                            | Hauptplatz 1 Standort KG: Retz Stadt                     | Zweigeschoßiger gotischer Bau mit Strebepfeilern und Rundbogenfenstern aus dem Ende des 14. Jahrhunderts. Hoher vorstehender vierzonig gegliederter Nordturm mit mächtiger abgeschnürter Haube vom Anfang des 17. Jahrhunderts. | BDA-Hist.: Q2132481 Status: § 2a Stand der BDA-Liste: 2025-06-30 Name: Marienkapelle und altes Rathaus GstNr.: 1 Rathaus Retz |
| ja   | Datei hochladen | Wohn- und Geschäftshaus HERIS-ID: 26213 Objekt-ID: 22682seit 2013                           | Hauptplatz 12 Standort KG: Retz Stadt                    | | BDA-Hist.: Q37900226 Status: Bescheid Stand der BDA-Liste: 2025-06-30 Name: Wohn- und Geschäftshaus GstNr.: 24 Retz Stadt Haus Hauptplatz 12 |
| ja   | Datei hochladen | Wohn- und Geschäftshaus HERIS-ID: 5724 Objekt-ID: 1595                                      | Hauptplatz 14 Standort KG: Retz Stadt                    | Dreigeschoßiger siebenachsiger Bau mit Putzquaderung im Erdgeschoß und gekehlten Fensterüberdachungen im ersten Obergeschoß. | BDA-Hist.: Q37848239 Status: Bescheid Stand der BDA-Liste: 2025-06-30 Name: Wohn- und Geschäftshaus GstNr.: 35 Retz Stadt Haus Hauptplatz 14 |
| ja   | Datei hochladen | Sog. Sgraffito-Haus HERIS-ID: 14132 Objekt-ID: 10358                                        | Hauptplatz 15 Standort KG: Retz Stadt                    | Repräsentatives dreigeschoßiges Eckhaus aus dem Jahre 1576. Beide Fronten sind mit figuralem Sgraffitoschmuck dekoriert. | BDA-Hist.: Q37730362 Status: Bescheid Stand der BDA-Liste: 2025-06-30 Name: Sog. Sgraffito-Haus GstNr.: 36/1 Retz Stadt Haus Hauptplatz 15 (Sgraffitohaus) |
| ja   | Datei hochladen | Sog. Harzhauser-Haus HERIS-ID: 14131 Objekt-ID: 10357                                       | Hauptplatz 16 Standort KG: Retz Stadt                    | Zweigeschoßiger im Kern spätgotischer Bau mit Spitzbogentor und Figurennische mit einer Statue Maria mit Kind, vermutlich aus dem 14./15. Jahrhundert. | BDA-Hist.: Q37730181 Status: Bescheid Stand der BDA-Liste: 2025-06-30 Name: Sog. Harzhauser-Haus GstNr.: 40 Hauptplatz 16 (Harzhauser-Haus), Retz |
| ja   | Datei hochladen | Wohn- und Geschäftshaus HERIS-ID: 26214 Objekt-ID: 22683seit 2013                           | Hauptplatz 19 Standort KG: Retz Stadt                    | | BDA-Hist.: Q37900238 Status: Bescheid Stand der BDA-Liste: 2025-06-30 Name: Wohn- und Geschäftshaus GstNr.: 43 Retz Stadt Haus Hauptplatz 19 |
| ja   | Datei hochladen | Sog. Verderberhaus HERIS-ID: 14133 Objekt-ID: 10360                                         | Hauptplatz 2 und 34 Standort KG: Retz Stadt              | Dreigeschoßiger mächtiger Gebäudekomplex des 16. Jahrhunderts mit Speichergeschoß entstanden aus drei frühneuzeitlichen Häusern. Fassade gegliedert mit Putzbändern, Fenstersohlbänken und -überdachungen und bekrönt mit Schwalbenschwanzzinnen. Im mittleren, zurückversetzten Gebäudeteil spitzbogige Durchfahrt. | BDA-Hist.: Q2514485 Status: Bescheid Stand der BDA-Liste: 2025-06-30 Name: Sog. Verderberhaus GstNr.: 6, 9 Retz Stadt Haus Hauptplatz 02 und 34 (Verderberhaus) |
| ja   | Datei hochladen | Wohn- und Geschäftshaus HERIS-ID: 21815 Objekt-ID: 18139seit 2014                           | Hauptplatz 23 Standort KG: Retz Stadt                    | | BDA-Hist.: Q37865034 Status: Bescheid Stand der BDA-Liste: 2025-06-30 Name: Wohn- und Geschäftshaus GstNr.: 49 |
| ja   | Datei hochladen | Bürgerhaus HERIS-ID: 21818 Objekt-ID: 18142                                                 | Hauptplatz 27 Standort KG: Retz Stadt                    | Der Attikaaufsatz der Gebäudefassade ist mit 1815 bezeichnet. | BDA-Hist.: Q37865076 Status: Bescheid Stand der BDA-Liste: 2025-06-30 Name: Bürgerhaus GstNr.: 62 Retz Stadt Haus Hauptplatz 27 |
| ja   | Datei hochladen | Wohn- und Geschäftshaus HERIS-ID: 21819 Objekt-ID: 18143seit 2019                           | Hauptplatz 28 Standort KG: Retz Stadt                    | | BDA-Hist.: Q105640686 Status: Bescheid Stand der BDA-Liste: 2025-06-30 Name: Wohn- und Geschäftshaus GstNr.: 63 |
| ja   | Datei hochladen | Figurengruppe Dreifaltigkeit mit Maria HERIS-ID: 24188 Objekt-ID: 20564seit 2019            | Hauptplatz 28 Standort KG: Retz Stadt                    | | BDA-Hist.: Q105640691 Status: Bescheid Stand der BDA-Liste: 2025-06-30 Name: Relief Dreifaltigkeit mit Maria GstNr.: 63 |
| ja   | Datei hochladen | Ehemalige Apotheke HERIS-ID: 14130 Objekt-ID: 10356                                         | Hauptplatz 29 Standort KG: Retz Stadt                    | Fassade mit Volutengiebel und späthistoristischem Kastenportal, umgebaut 1733. | BDA-Hist.: Q37729719 Status: Bescheid Stand der BDA-Liste: 2025-06-30 Name: Wohn- und Geschäftshaus GstNr.: 66/1 Retz Stadt Haus Hauptplatz 29 |
| ja   | Datei hochladen | Stadtamt HERIS-ID: 21820 Objekt-ID: 18144                                                   | Hauptplatz 30 Standort KG: Retz Stadt                    | Aus der ersten Hälfte des 19. Jahrhunderts stammt das dreigeschoßige biedermeierlich fassadierte fünfachsige Gebäude mit dreieckübergiebeltem Mittelrisalit. Über dem Korbbogenportal im Mittelrisalit ein Balkon auf Volutenkonsolen. | BDA-Hist.: Q37865087 Status: § 2a Stand der BDA-Liste: 2025-06-30 Name: Stadtamt GstNr.: 2 Retz Stadt Haus Hauptplatz 30 (Stadtamt) |
| ja   | Datei hochladen | Wohn- und Geschäftshaus HERIS-ID: 14134 Objekt-ID: 10361                                    | Hauptplatz 31 Standort KG: Retz Stadt                    | Repräsentativer dreigeschoßiger fünfachsiger Bau aus der Mitte des 16. Jahrhunderts. Fassade durch Fensterverdachungen und -sohlbänke gegliedert. | BDA-Hist.: Q37731351 Status: Bescheid Stand der BDA-Liste: 2025-06-30 Name: Wohn- und Geschäftshaus GstNr.: 3 Retz Stadt Haus Hauptplatz 31 |
| ja   | Datei hochladen | Scherzerhaus HERIS-ID: 14128 Objekt-ID: 10354                                               | Hauptplatz 32 Standort KG: Retz Stadt                    | Dreigeschoßiger achtachsiger Bau mit zweiachsigem dreieckübergiebeltem Mittelrisalit und strenghistoristischer Fassade mit Fenstersohlbänken und -verdachungen. | BDA-Hist.: Q37729619 Status: Bescheid Stand der BDA-Liste: 2025-06-30 Name: Scherzerhaus GstNr.: 4 Retz Stadt Haus Hauptplatz 32 (Scherzerhaus) |
| ja   | Datei hochladen | Wohn- und Geschäftshaus HERIS-ID: 14129 Objekt-ID: 10355                                    | Hauptplatz 33 Standort KG: Retz Stadt                    | Zweigeschoßiger Bau mit frühhistoristischer Fassade aus der Zeit um 1840. | BDA-Hist.: Q37729669 Status: Bescheid Stand der BDA-Liste: 2025-06-30 Name: Wohn- und Geschäftshaus GstNr.: 5 Retz Stadt Haus Hauptplatz 33 |
| ja   | Datei hochladen | Gartenportal HERIS-ID: 24727 Objekt-ID: 21133                                               | zw. Vinzenziplatz 8 u. 9 Standort KG: Retz Stadt         | Im Jahre 1931 wurde das Gartenportal aus dem ehemaligen Lusthaus des Verderberhauses hierher übertragen. Das renaissancezeitliche Rechteckportal mit Puttenköpfen im Türsturz und in den Kapitellen der rahmenden, reliefierten Pilaster ist mit 1576 bezeichnet. | BDA-Hist.: Q37887003 Status: § 2a Stand der BDA-Liste: 2025-06-30 Name: Gartenportal GstNr.: 232 Retz Stadt Gartenportal (Ignazigasse) |
| ja   | Datei hochladen | Bürgerhaus HERIS-ID: 21822 Objekt-ID: 18146                                                 | Klostergasse 11 Standort KG: Retz Stadt                  | Das Bürgerhaus Klostergasse 11 stammt im Kern aus dem 17. Jahrhundert. | BDA-Hist.: Q37865101 Status: Bescheid Stand der BDA-Liste: 2025-06-30 Name: Bürgerhaus GstNr.: 144 Retz Stadt Haus Klostergasse 11 |
| ja   | Datei hochladen | Dominikanerkloster mit Kirche Maria Himmelfahrt HERIS-ID: 21828 Objekt-ID: 18152            | Klostergasse 37 Standort KG: Retz Stadt                  | Das Dominikanerkloster ist aus zwei Höfen auf unterschiedlichem Niveau zusammengesetzt. Sein Kreuzganghof ist im Kern gotisch. Wesentliche Teile der Anlage entstanden nach dem Brand von 1599. Im Jahre 1716 wurde der Komplex weitgehend vollendet. Die Klosterkirche Maria Himmelfahrt, im 13. Jahrhundert in gotischem Stil errichtet, ist die älteste dreischiffige Hallenkirche Österreichs, mit Umbauten im Stil der Spätgotik und des Barocks.                                                                       | BDA-Hist.: Q37865131 Status: Bescheid Stand der BDA-Liste: 2025-06-30 Name: Dominikanerkloster mit Kirche Maria Himmelfahrt GstNr.: 158, 159, 161, 134/2 Retz Stadt Dominikanerkloster mit Kirche Maria Himmelfahrt |
| ja   | Datei hochladen | Nalbertor (Südliches Stadttor) HERIS-ID: 14138 Objekt-ID: 10365                             | neben Kremserstraße 12 Standort KG: Retz Stadt           | Mächtiges Stadttor aus der Zeit um 1300 als Teil der ehemaligen Stadtbefestigung. | BDA-Hist.: Q1964061 Status: Bescheid Stand der BDA-Liste: 2025-06-30 Name: Nalbertor (Südliches Stadttor) GstNr.: 137/2 Retz Stadt Stadttor Nalbertor |
| ja   | Datei hochladen | Wohnhaus HERIS-ID: 14126 Objekt-ID: 10352                                                   | Kremserstraße 10 Standort KG: Retz Stadt                 | Zweigeschoßiger Bau aus dem 16. Jahrhundert mit historistischer Fassade aus dem Ende des 19. Jahrhunderts. | BDA-Hist.: Q37729032 Status: Bescheid Stand der BDA-Liste: 2025-06-30 Name: Wohnhaus GstNr.: 138/1, 138/2 Retz Stadt Haus Kremserstraße 10 |
| ja   | Datei hochladen | Schloss Gatterburg HERIS-ID: 14123 Objekt-ID: 10349                                         | Schlossplatz 1 und 5 Standort KG: Retz Stadt             | Dreigeschoßiger langgestreckter Haupttrakt mit Walmdach und Dachreiter. Zahlreiche angrenzende Wirtschaftstrakte. Sitz derer von Gatterburg. | BDA-Hist.: Q29918456 Status: Bescheid Stand der BDA-Liste: 2025-06-30 Name: Schloss Gatterburg GstNr.: 118/2, 119, 120 Schloss Gatterburg, Retz |
| ja   | Datei hochladen | Wohn- und Geschäftshaus HERIS-ID: 14135 Objekt-ID: 10362                                    | Schmiedgasse 17 Standort KG: Retz Stadt                  | | BDA-Hist.: Q37731579 Status: Bescheid Stand der BDA-Liste: 2025-06-30 Name: Wohn- und Geschäftshaus GstNr.: 93 Retz Haus Schmiedgasse 17 |
| ja   | Datei hochladen | Figur hl. Vinzenz HERIS-ID: 21808 Objekt-ID: 18131 marterl.at: 5566                         | gegenüber Vinzenziplatz 4 Standort KG: Retz Stadt        | Auf einem mit 1770 bezeichneten Volutensockel steht die Figur des heiligen Vinzenz. | BDA-Hist.: Q37865018 Status: § 2a Stand der BDA-Liste: 2025-06-30 Name: Figur hl. Vinzenz GstNr.: 231/1 Retz Stadt Statue Vinzenz |
| ja   | Datei hochladen | Wohnhaus HERIS-ID: 21801 Objekt-ID: 18124seit 2013                                          | Vinzenzigasse 1 Standort KG: Retz Stadt                  | | BDA-Hist.: Q37864881 Status: Bescheid Stand der BDA-Liste: 2025-06-30 Name: Wohnhaus GstNr.: 50 |
| ja   | Datei hochladen | Znaimertor HERIS-ID: 14140 Objekt-ID: 10367                                                 | bei Znaimerstraße 8 Standort KG: Retz Stadt              | Der hohe Torturm mit Walmdach des Znaimertors wurde um 1300 als Teil der Stadtbefestigung angelegt. | BDA-Hist.: Q217970 Status: Bescheid Stand der BDA-Liste: 2025-06-30 Name: Znaimertor GstNr.: 79 Retz Stadt Stadttor Znaimertor |
| ja   | Datei hochladen | Umfassungsmauer, Habervelderturm HERIS-ID: 14139 Objekt-ID: 10366                           | Klostergasse 37 Standort KG: Retz Stadt                  | Rundbau des 15. Jahrhunderts aus Bruchsteinmauerwerk als Teil der Stadtbefestigung. | BDA-Hist.: Q37731797 Status: Bescheid Stand der BDA-Liste: 2025-06-30 Name: Habervelderturm GstNr.: 159 Haberfelderturm Retz |
| ja   | Datei hochladen | Anlage Stadtbefestigung Retz HERIS-ID: 818                                                  | Znaimerstraße 8, bei Standort KG: Retz Stadt             | 1923 wurden die verbliebenen Reste der Stadtbefestigung samt dem im Besitz der Stadt verbliebenen Znaimerturm unter Denkmalschutz gestellt. Anmerkung: Seit 2025 in größerem Umfang und per Bescheid geschützt, daher andere Inventarnummer | BDA-Hist.: Q101514119 Status: Bescheid Stand der BDA-Liste: 2025-06-30 Name: Anlage Stadtbefestigung Retz GstNr.: 93, 94, 100, 142, 143, 144, 145, 147/2, 148/2, 149, 153/2, 156, 95/3, 96, 162, 163, 166, 167, 168/1, 168/2, 169/1, 170, 171, 172, 173/2, 189/1, 189/2, 194, 196/1, 197/1, 199, 200, 203, 205/1, 206, 77, 95/5, 95/2, 155/2, 97, 174, 175, 154/2, 135/1, 135/2, 138/2, 137/2, 122/2, 188/1, 188/2, 179/3, 119, 134/1, 89, 79, 216/1, 216/2, 221, 223/1, 225, 232, 240/1, 134/2, 159, 161, 80, 81, 86 City wall of Retz |
| ja   | Datei hochladen | Bürgerhaus HERIS-ID: 111574 Objekt-ID: 129521seit 2012                                      | Znaimerstraße 13 Standort KG: Retz Stadt                 | | BDA-Hist.: Q37825087 Status: Bescheid Stand der BDA-Liste: 2025-06-30 Name: Bürgerhaus GstNr.: 193 Znaimerstraße 13, Retz |
| ja   | Datei hochladen | Ehem. Gutshof der Retzer Dominikaner HERIS-ID: 6201 Objekt-ID: 2078                         | Retzerstraße 58 Standort KG: Unternalb                   | Zweigeschoßiges Gebäude mit Walmdach, glatte Fassade mit putzfaschengerahmten Fenstern. Rechts neben dem Gebäudetrakt ein faschengerahmtes Segmentbogenportal und ein ebenfalls faschengerahmtes rundbogiges Hoftor, darüber eine dreiecksübergiebelte Rundbogennische mit einer Madonnenfigur. | BDA-Hist.: Q37884323 Status: § 2a Stand der BDA-Liste: 2025-06-30 Name: Ehem. Gutshof der Retzer Dominikaner GstNr.: 326 |
| ja   | Datei hochladen | Figur hl. Johannes Nepomuk HERIS-ID: 6204 Objekt-ID: 2081                                   | bei Feuerwehrgasse 2 Standort KG: Unternalb              | Auf einem Quadersockel steht die Figur des heiligen Johannes Nepomuk. | BDA-Hist.: Q37884441 Status: § 2a Stand der BDA-Liste: 2025-06-30 Name: Figur hl. Johannes Nepomuk GstNr.: 177/1 |
| ja   | Datei hochladen | Bildstock HERIS-ID: 6203 Objekt-ID: 2080 marterl.at: 8458                                   | bei Retzerstraße 12 Standort KG: Unternalb               | Pfeilerbildstock mit Quaderaufsatz und Steinkreuzbekrönung mit 1684 bezeichnet. Pfeiler reliefiert mit den Leidenswerkzeugen, im Quader Reliefs der Kreuzigung und der Heiligen Rochus, Sebastian und Helena. | BDA-Hist.: Q37884409 Status: § 2a Stand der BDA-Liste: 2025-06-30 Name: Bildstock GstNr.: 3548/1 Bildstock id. 2080 Unternalb (Gemeinde Retz) |
| ja   | Datei hochladen | Katholische Pfarrkirche heiliger Laurentius HERIS-ID: 6200 Objekt-ID: 2077                  | Kirchfeldstraße 65 Standort KG: Unternalb                | Barocke Veränderungen und ein wuchtiger spätgotischer Nordturm kennzeichnen die im Kern hochmittelalterliche Basilika. Die schlichte barocke Fassade ist durch Putzfelder und faschengerahmte Rundbogenfenster gegliedert. Im Mittelschiff querovale Oculi. Der Turm, vermutlich aus dem Anfang des 16. Jahrhunderts, ist mit Schießschartenluken, barocken Uhrengiebeln und einem barockisierenden Helm aus dem 19. Jahrhundert ausgestattet. Die Pfarrkirche bildet ein Bauensemble mit der ehemaligen Propstei Unternalb. | BDA-Hist.: Q37884256 Status: § 2a Stand der BDA-Liste: 2025-06-30 Name: Katholische Pfarrkirche heiliger Laurentius GstNr.: 26 Pfarrkirche Unternalb |
| ja   | Datei hochladen | Bildstock HERIS-ID: 6202 Objekt-ID: 2079 marterl.at: 8456                                   | gegenüber Kirchfeldstraße 19 Standort KG: Unternalb      | Abgefaster Pfeiler mit Quaderaufsatz, Pyramidendach und abschließendem Steinkreuz, bezeichnet mit 1589. Im Aufsatz Reliefs der Kreuzigung, Schweißtuch der heiligen Veronika und Wappen. | BDA-Hist.: Q37884397 Status: § 2a Stand der BDA-Liste: 2025-06-30 Name: Bildstock GstNr.: 3613 Bildstock id. 2079 Unternalb (Gemeinde Retz) |
| ja   | Datei hochladen | Bildstock HERIS-ID: 6205 Objekt-ID: 2082 marterl.at: 8464                                   | Standort KG: Unternalb                                   | Abgefaster Pfeiler mit Quaderaufsatz, Pyramidendach und abschließendem Steinkreuz, bezeichnet mit 1589. Im Aufsatz Reliefs der Kreuzigung, Leidenswerkzeuge und Wappen. | BDA-Hist.: Q37884456 Status: § 2a Stand der BDA-Liste: 2025-06-30 Name: Bildstock GstNr.: 3765/2 Bildstock bei Unternalb, (Gemeinde Retz) |
| ja   | Datei hochladen | Figur heiliger Johannes Nepomuk HERIS-ID: 6208 Objekt-ID: 2085                              | Standort KG: Unternalb                                   | Auf einem Quadersockel steht die Figur des heiligen Johannes Nepomuk, begleitet von einer Engelsfigur. | BDA-Hist.: Q37884472 Status: § 2a Stand der BDA-Liste: 2025-06-30 Name: Figur heiliger Johannes Nepomuk GstNr.: 3563/3 |
| ja   | Datei hochladen | Mariensäule HERIS-ID: 24175 Objekt-ID: 20550 marterl.at: 8389                               | Standort KG: Unternalb                                   | Auf schlanker Säule mit reich mit Engelsköpfen reliefiertem Kapitell steht auf einer Weltkugel, die von einer Schlange umschlossen wird, eine barocke Sandsteinfigur der Maria Immaculata mit Sternenkranz. Das Denkmal wird auf das 18. Jahrhundert datiert. Stifter und Künstler sind unbekannt. | BDA-Hist.: Q37882560 Status: § 2a Stand der BDA-Liste: 2025-06-30 Name: Mariensäule GstNr.: 3556/2 |